# Superficie libre

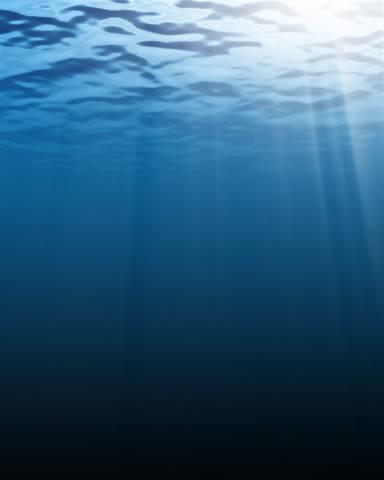
Superficie libre del mar, visto desde abajo

En física, una superficie libre es la superficie de un fluido que está sujeto a una tensión de corte paralela cero, como el límite entre dos fluidos homogéneos, por ejemplo, agua líquida y el aire en la atmósfera de la Tierra. A diferencia de los líquidos, los gases no pueden formar una superficie libre por sí mismos. Los sólidos fluidizados / licuados, que incluyen lodos, materiales granulares y polvos pueden formar una superficie libre.
Un líquido en un campo gravitatorio formará una superficie libre si no está confinado desde arriba.
Bajo equilibrio mecánico, esta superficie libre debe ser perpendicular a las fuerzas que actúan sobre el líquido; si no, habría una fuerza a lo largo de la superficie y el líquido fluiría en esa dirección. Por lo tanto, en la superficie de la Tierra, todas las superficies libres de los líquidos son horizontales, a menos que estén perturbadas (excepto los sólidos cercanos que se sumergen en ellos, donde la tensión superficial distorsiona la superficie en una región llamada menisco).
En un líquido libre que no se ve afectado por fuerzas externas, como un campo gravitatorio, las fuerzas de atracción internas solo desempeñan un papel (por ejemplo, fuerzas de Van der Waals, enlaces de hidrógeno). Su superficie libre asumirá la forma con la menor área de superficie para su volumen: una esfera perfecta. Tal comportamiento puede expresarse en términos de tensión superficial. Se puede demostrar experimentalmente observando un gran glóbulo de aceite colocado debajo de la superficie de una mezcla de agua y alcohol que tiene la misma densidad para que el aceite tenga una flotabilidad neutra.

## Olas
Si se altera la superficie libre de un líquido, se producen ondas en la superficie. Estas ondas no son ondas elásticas debido a cualquier fuerza elástica; son ondas de gravedad causadas por la fuerza de la gravedad que tiende a llevar la superficie del líquido alterado a su nivel horizontal. El momentum hace que la onda se sobrepase, oscilando y extendiendo así la perturbación a las porciones adyacentes de la superficie. La velocidad de las ondas superficiales varía según la raíz cuadrada de la longitud de onda si el líquido es profundo; por lo tanto, las olas largas en el mar van más rápido que las cortas. Las ondas o ondas muy diminutas no se deben a la gravedad sino a la capilaridad, y tienen propiedades diferentes a las de las olas superficiales oceánicas más largas. porque la superficie aumenta en área por las ondulaciones y en este caso las fuerzas capilares son grandes comparadas con las fuerzas gravitacionales Las ondulaciones capilares se amortiguan tanto por la viscosidad de la superficie como por la reología de la superficie.

## Rotación

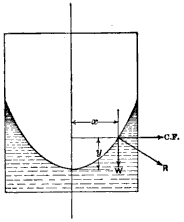
La superficie libre de un líquido en un recipiente giratorio es un paraboloide

Si un líquido está contenido en un recipiente cilíndrico y gira alrededor de un eje vertical que coincide con el eje del cilindro, la superficie libre asumirá una superficie de revolución parabólica conocida como paraboloide. La superficie libre en cada punto está en ángulo recto con respecto a la fuerza que actúa sobre ella, lo que es el resultado de la fuerza de la gravedad y la fuerza centrífuga del movimiento de cada punto en un círculo. Dado que el espejo principal de un telescopio debe ser parabólico, este principio se utiliza para crear telescopios de espejo líquido.
Si un líquido libre gira alrededor de un eje, la superficie libre tomará la forma de un esferoide oblato: la forma aproximada de la Tierra debido a su bulto ecuatorial.

## Términos relacionados
- En hidrodinámica, la superficie libre se define matemáticamente por la condición de superficie libre, [9] es decir, el derivado material sobre la presión es cero:

{\displaystyle \ {\frac {Dp}{Dt}}=0.}
- En la dinámica de fluidos, un vórtice de superficie libre, también conocido como vórtice o torbellino potencial, se forma en un flujo irrotacional,[10] por ejemplo cuando se drena una bañera[11]
- En la arquitectura naval y la seguridad marítima, el efecto de superficie libre se produce cuando los líquidos o materiales granulares debajo de una superficie libre en tanques parcialmente llenos o retenidos se mueven cuando el barco se desplaza.[12]
- En la ingeniería hidráulica, un chorro de superficie libre es uno donde el arrastre del fluido fuera del chorro es mínimo, en oposición al chorro sumergido donde el efecto de arrastre es significativo. Un chorro de líquido en el aire se aproxima a un chorro de superficie libre.[13]
- En la mecánica de fluidos, un flujo de superficie libre, también llamado flujo de canal abierto, es el flujo impulsado por la gravedad de un fluido debajo de una superficie libre, típicamente agua que fluye bajo el aire en la atmósfera.[14]